# Ray William Johnson
Ray William Johnson (Oklahoma City, 14 de agosto de 1981) es un actor, cantante y productor estadounidense, mejor conocido por su serie de YouTube «Equals Three», en el que realiza comentarios sobre vídeos virales. Muchos de los vídeos presentados en Equals Three han recibido un impulso adicional de la popularidad debido a su aparición en el show. En febrero de 2011, una publicación señaló que Johnson tuvo en su canal seis de los 20 mejores vídeos más vistos del mes. Hasta principios de septiembre de 2012, Johnson había acumulado casi dos mil millones de reproducciones de vídeo en su canal. Hasta marzo de 2015, su canal de YouTube tuvo más de 12 millones de suscriptores, y más de dos mil millones de reproducciones de vídeo. El 9 de marzo de 2014 anunció su salida como presentador de Equals Three, siendo su último episodio el 12 de marzo de 2014; sin embargo, el show volvió a emitirse el 16 de julio de 2014 presentado por Robby Motz, posteriormente reemplazado por Kaja Martin el 28 de julio de 2015.

## Biografía
Johnson nació y se crio en Oklahoma City, Oklahoma. Se graduó en el Norman North High School en 1999. En una entrevista realizado por el Wall Street Journal, Johnson dijo que estudió en la Universidad de Columbia en Nueva York en la cual se especializó en historia, sin embargo, sus registros muestran que se predestinaba a estudiar Derecho.

## Equals Three

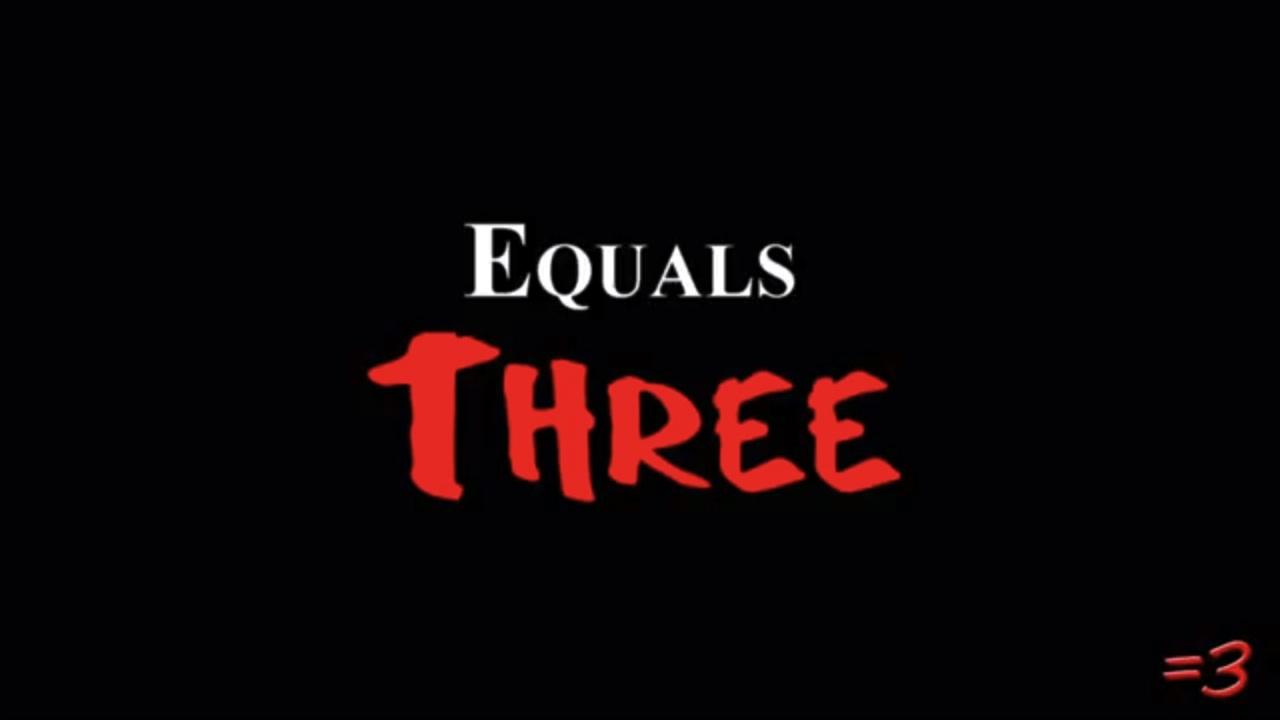
Isotipo del show.

Era uno de los mayores shows más famosos en internet, publicado usualmente cada martes y viernes. En cada episodio muestra tres vídeos, por lo general virales aunque no necesariamente lo son en todas las ocasiones. Después de cada vídeo analizado, Johnson da un resumen y un comentario por cada uno de ellos. Anteriormente al finalizar el show (de una duración aproximada de 5-6 minutos) y como modo de interactuar con sus fanes, se presentaba una pregunta seleccionada por el mismo Johnson, hecha mediante comentarios de la audiencia; además de las respuestas -también seleccionadas por Johnson- a la pregunta presentada en el episodio anterior.
Existía también un canal con el mismo formato y en español llamado Igual a Tres, el cual contaba con la colaboración de Ray William Johnson quien participó en este show, pero solo como escritor (junto con el presentador Pedro Daniel Flores). Ray apareció en un episodio titulado "Raymundo". Actualmente Igual a Tres se encuentra con una nueva presentadora llamada Kaja Martin, el cual fue elegido luego de un casting para ocupar el mismo puesto a mediados del año 2014 y en el que concatena el formato de Equals Tree, pero con una nueva caracterización y personaje propio.

## Fatty Spins
A mitades del año 2009, Johnson creó un grupo de rap denominado "Fatty Spins" (Literalmente traduce "Giros Gorditos"). El proyecto duró poco más de 3 meses antes de que el grupo se disolviera definitivamente. La lista de canciones son:
- Doin your mom
- Youtube party
- Muppet sex
- School'd
- Apple love song

## Breaking NYC
Es un pequeño video-blog (o simplemente Vlog) donde Ray William Johnson muestra su vida diaria en la ciudad. De 2009 a 2010 lo hizo en la ciudad de Nueva York, y en el 2011 lo hace en la ciudad de Los Ángeles, ambas en Estados Unidos de América.

## YourFavoriteMartian
Ray empezó el canal "YourFavoriteMartian" en colaboración con otros músicos. el resto son voces a computadora, para hacer canciones de comedia pero el canal últimamente se ha dedicado a escribir canciones más serias. Ray escribe los guiones, las letras y en cuanto los beats y melodías en su mayoría de veces son hechas por McSwagger. Cada dos miércoles sale una nueva canción. Las melodías han sido todo un éxito, debutando siempre en los primeros lugares en Youtube y iTunes. En orden cronológico han salido:
1. My Balls (26 de enero de 2011)
2. Zombie Love Song (9 de febrero de 2011)
3. Bottles of Beer (23 de febrero de 2011)
4. Club Villian (9 de marzo de 2011)
5. The Stereotypes Song (23 de marzo de 2011)
6. Smither's Love Song (6 de abril de 2011)
7. Orphan Tears featuring Cartoon Wax (20 de abril de 2011)
8. Mr. Douchebag (4 de mayo de 2011)
9. Transphobic Techno (18 de mayo de 2011)
10. Grandma's Got a Facebook (1 de junio de 2011)
11. Tig Ol' Bitties (15 de junio de 2011)
12. Fight to Win featuring DeStorm (30 de junio de 2011)
13. Stalkin´Your Mom (15 de julio de 2011)
14. ROBOT BAR FIGHT (27 de julio de 2011)
15. 8-BIT WORLD featuring Hoodie Allen (10 de agosto de 2011)
16. Puppet Break-up featuring Sam Macaroni (14 de septiembre de 2011)
17. WHIP YOUR KIDS featuring Nice Peter (28 de septiembre de 2011)
18. BOOTY STORE (13 de octubre de 2011)
19. Nerd Rage (27 de octubre de 2011)
20. Epileptic techno (19 de noviembre de 2011)
21. Dookie Fresh (23 de noviembre de 2011)
22. Santa Hates Poor Kids (7 de diciembre de 2011)
23. Shitty G(21 de diciembre de 2011)
24. FRIEND ZONE(4 de enero de 2012)
25. SHE LOOKS LIKE SEX featuring Mike Posner (18 de enero de 2012)
26. WE LIKE THEM GIRLS directed by Forrestfire101 (1 de febrero de 2012)
27. ALIEN (15 de febrero de 2012)
28. WHITE BOY WASTED feat. Dumbfoundead (29 de febrero de 2012)
29. COMPLICATED (14 de marzo de 2012)
30. TAKE OVER THE WORLD (28 de marzo de 2012)
31. TEXT ME BACK (11 de abril de 2012
32. JUPITER (25 de abril de 2012)
33. JUST A FRIEND (Cover de Biz Markie) (9 de mayo de 2012)
34. SOMEBODY THAT I USED TO KNOW (Cover de Gotye) (23 de mayo de 2012)
35. FIGHT FOR YOUR RIGHT (Dance/rock Cover de Beastie Boys) (6 de junio de 2012)
36. LOVE THE WAY YOU LIE (Rock Cover de Eminem y Rihanna) (20 de junio de 2012)
37. ROAD RAGE (4 de julio de 2012)
38. MY BALLS (ROCK COVER) (18 de julio de 2012)
39. ALIEN (UNPLUGGED) (1 de agosto de 2012)
40. JUMP AROUND (Cover de House of Pain) (15 de agosto de 2012)
41. BARTENDER SONG (Cover de Rehab) (29 de agosto de 2012)
42. HIGH VOLTAGE (Cover de Linkin Park) (12 de septiembre de 2012)
43. BOOM HEADSHOT (YFM Mashup)(2012)
44. Orphan Tears part 2 feat. Cartoon Wax and Stevi the demon (1 de junio de 2022)
45. Orphan Tears part 3 feat. Cartoon Wax and Stevi the demon (15 de junio de 2022)
46. Verified (22 de junio de 2022)
47. Uno Reverse feat. Cartoon Wax (27 de julio de 2022)
48. Eff This Job feat. Cartoon Wax (10 de agosto de 2022)
49. Brain Rave feat. Stevi the Demon (19 de octubre de 2022)
50. This Is Why I'm Single feat. Cartoon Wax (16 de noviembre de 2022)
51. Rich people $hit feat. Cartoon Wax (14 de diciembre de 2022)
52. Gentleman's Ballad (Im A Ho) (1 de Febrero de 2023)
53. Everyone Clapped feat. Cartoon Wax (8 de Marzo de 2023)
54. Date Myself (3 de Mayo de 2023)
55. Damn I'm Ugly feat. Billy Marchiafava (31 de Mayo de 2023)
56. Telescope feat. Stevi The Demon (16 de Agosto de 2023)
57. iamverybadazz (27 de Septiembre de 2023)
58. The Trauma Song (8 de Noviembre de 2023)
59. Algorithm God (16 de Diciembre de 2023)
60. Real Girl (8 de Mayo de 2024)

## Animonster
Johnson empezó a hacer series de "YourFavoriteMartian" en el canal llamado animonster en Youtube vio que la popularidad de las series incrementó y empezó a desarrollar más. En orden cronológico han salido:
1. Y.F.M.T.S.-DOUCHEBAGGED
2. Y.F.M.T.S.-DIE FOR ROCK & ROLL
3. Y.F.M.T.S.-ZOMBILLIES
4. Y.F.M.T.S.-BAD SEED
5. Y.F.M.T.S.-#1 FAN
6. Y.F.M.T.S.-G.I.A./G.P.S.
7. Y.F.M.T.S.-QUARANTINE
8. Y.F.M.T.S.-ROAD RAGE
9. Y.F.M.T.S.-PITY F*CK
10. Y.F.M.T.S.-ISO TANK
11. Y.F.M.T.S.-BUS ARREST

Hubo un episodio que nunca vio la luz del día, llamado Y.F.M.T.S.-FOUR PSYCHO, que por fin pudo verse el 20 de agosto de 2022, pero aún así, sigue incompleto